# A1 (Italië)
De A1 is een autosnelweg in Italië, die samen met de A3 de Autostrada del Sole (Autosnelweg van de Zon) vormt. De A1 verbindt Milaan met Napels en komt onder andere langs Bologna, Florence en Rome. Het hoogste punt van de A1 is de Citernatunnel in de Apennijnen, op 726 m boven zeeniveau.

## Geschiedenis
De aanleg begon op 19 mei 1956 en het eerste wegvak werd eind 1958 geopend. In 1964 was de aanleg voltooid en de weg werd op 4 oktober 1964 geopend door de Italiaanse president Antonio Segni. De snelweg tussen Rome en Napels was destijds genummerd als A2 en het zuidelijke eindpunt van de A1 was de aansluiting op de Grande Raccordo Anulare (A90), de rondweg van Rome.
Toen in 1988 de oostelijke omlegging van Rome de A1 en de A2 met elkaar verbond werd de A2 omgenummerd naar A1.
Wegvakken van de A1
| Geopend           | Wegvak                         | Lengte  |
| ----------------- | ------------------------------ | ------- |
| 8 december 1958   | Milano - Piacenza nord         | 49,7 km |
| 8 december 1958   | Piacenza sud - Parma           | 52,2 km |
| 16 februari 1959  | Capua - Napoli                 | 39,4 km |
| 15 juni 1959      | Piacenza nord - Piacenza sud   | 8,5 km  |
| 15 juni 1959      | Parma - Modena nord            | 47,4 km |
| 15 juli 1959      | Modena nord - Bologna sud      | 38 km   |
| 24 november 1959  | Bologna sud - Sasso Marconi    | 12 km   |
| 3 december 1960   | Sasso Marconi - Firenze nord   | 73 km   |
| 2 juni 1962       | Roma sud - Frosinone           | 67 km   |
| 22 september 1962 | Frosinone - Capua              | 96 km   |
| 19 september 1963 | Roma nord - Magliano Sabina    | 52 km   |
| 24 december 1963  | Magliano Sabina - Orte         | 10 km   |
| 30 december 1963  | Firenze nord - Firenze Certosa | 16 km   |
| 29 april 1964     | Firenze Certosa - Valdarno     | 40 km   |
| 29 juli 1964      | Orte - Orvieto                 | 40 km   |
| 28 augustus 1964  | Valdarno - Chiusi              | 74 km   |
| 4 oktober 1964    | Chiusi - Orvieto               | 41 km   |
| 21 juli 1988      | Fiano Romano - San Cesareo     | 45 km   |

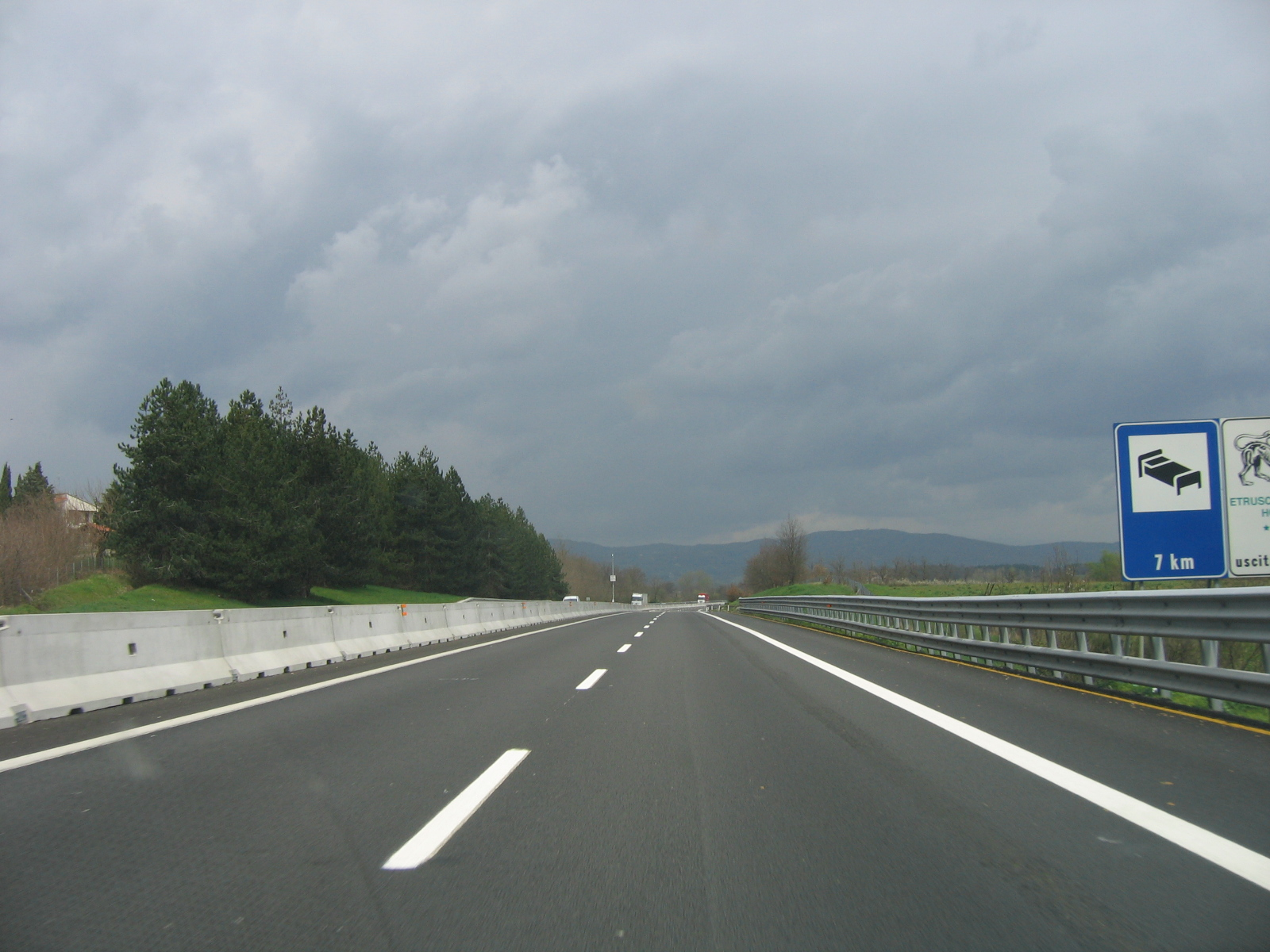
De A1 nabij Arezzo

## A1 Diramazione Roma
De opening van het wegvak Fiano Romano - San Cesareo op 21 juli 1988 betekende dat de wegvakken tussen Fiano Romano en de noordelijke aansluiting op de A90, respectievelijk tussen San Cesareo en de zuidelijke aansluiting op de A90, zijtakken werden van de hoofdroute. Deze wegvakken worden sindsdien aangeduid als A1 Diramazione Roma (A1dir), het wegvak ten noorden van de stad A1dir-Nord (Noord) en het wegvak ten zuiden van de stad A1dir-Sud (Zuid). In 1962 werd de huidige A1dir-Sud geopend, toen genummerd als A2. Sinds 21 Juli 1988 werd de huidige A1 tussen Milaan en Napels compleet, daardoor werd de A2 omgenummerd tot A1, en A1dir-Sud. De huidige A2 loopt nu van Salerno tot Reggio Calabria.

## A1 Variante di Valico
De A1var is een snelkoppeling van de A1 tussen Bologna en Firenze. Het bouwen van de weg kostte 4,1 miljard euro en is op 23 december 2015 geopend.